# فضای مشترک (طراحی شهری)

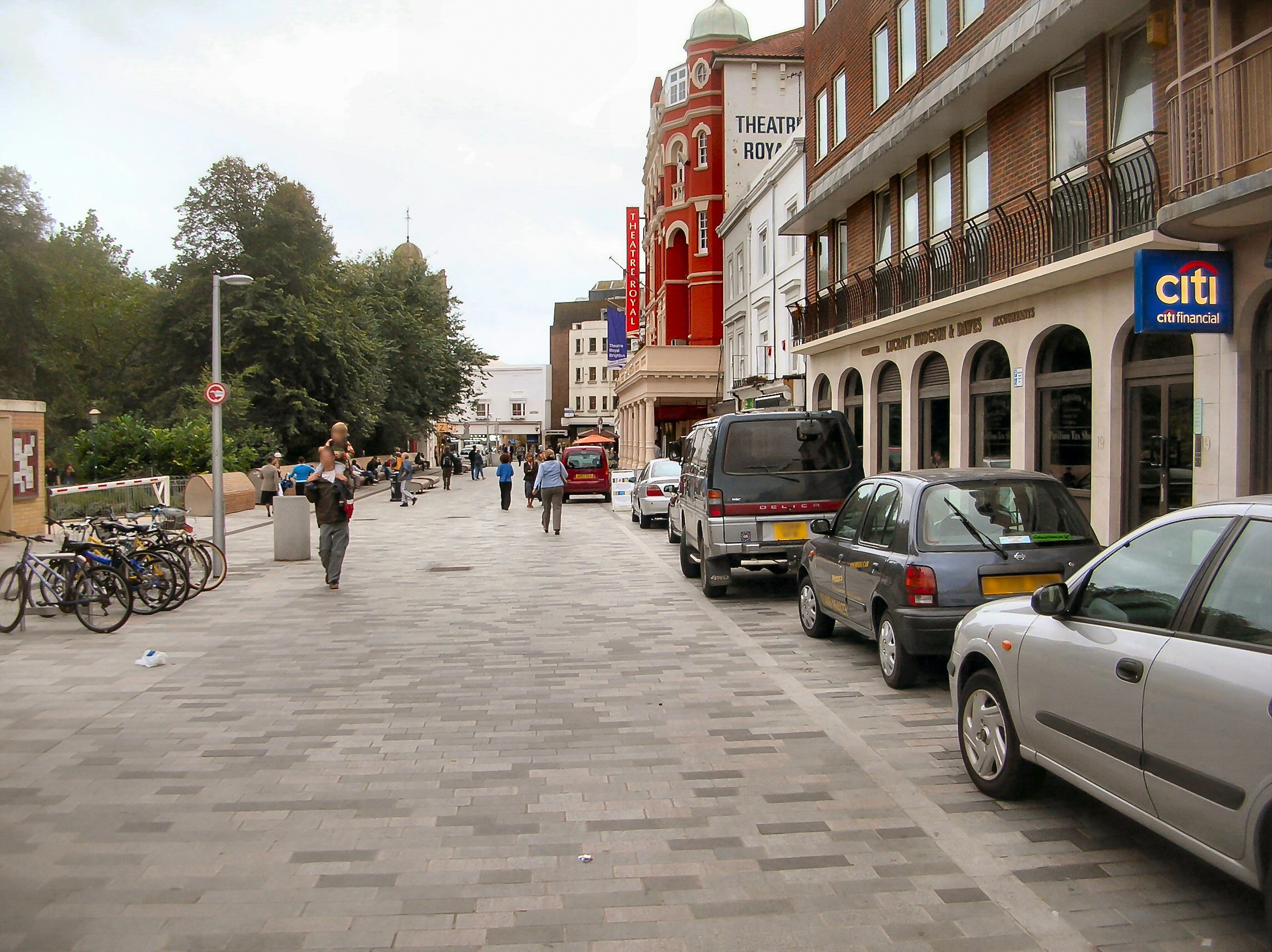
یک طرح فضایی مشترک در جاده جدید، برایتون، بریتانیا

فضای مشترک یا فضای به اشتراک گذاشته شده یک رویکرد در طراحی شهری است که تفکیک بین حالت‌های کاربر جاده را به حداقل می‌رساند. این کار با حذف ویژگی‌هایی مانند جدول و پیادروها، خط‌کشی‌های سطح جاده، علائم راهنمایی و رانندگی و چراغ‌های راهنمایی انجام می‌شود. هانس موندرمن (Hans Monderman) و دیگران پیشنهاد کرده‌اند که با ایجاد حس عدم اطمینان بیشتر و مشخص نکردن اینکه چه کسی اولویت دارد، رانندگان سرعت خود را کاهش می‌دهند. به گفته‌وی این اقدام به نوبه خود تسلط وسایل نقلیه و میزان تلفات جاده‌ای را کاهش می‌دهد و ایمنی سایر کاربران جاده را بهبود می‌بخشند.
طراحی فضای مشترک بسته به سطح مرزبندی و تفکیک بین حالت‌های مختلف حمل و نقل می‌تواند اشکال مختلفی داشته باشد. تغییرات فضای مشترک اغلب در محیط‌های شهری، به‌ویژه آن‌هایی که تقریباً بدون خودرو ("autoluwe") و به عنوان بخشی از خیابان‌های زندگی در مناطق مسکونی ساخته شده‌اند، استفاده می‌شوند. به عنوان یک مفهوم جداگانه، "فضای مشترک" معمولاً برای فضاهای نیمه باز در جاده‌های شلوغ تر اعمال می‌شود و در اینجا بحث‌برانگیز است.
سازمان‌هایی که منافع افراد نابینا، کم بینا و ناشنوا را نمایندگی می‌کنند، اغلب با فضای مشترک مخالفت می‌کنند و معمولاً ترجیح می‌دهند جداسازی واضح ترافیک عابران پیاده و وسایل نقلیه را حمایت کنند.

## مثال‌ها

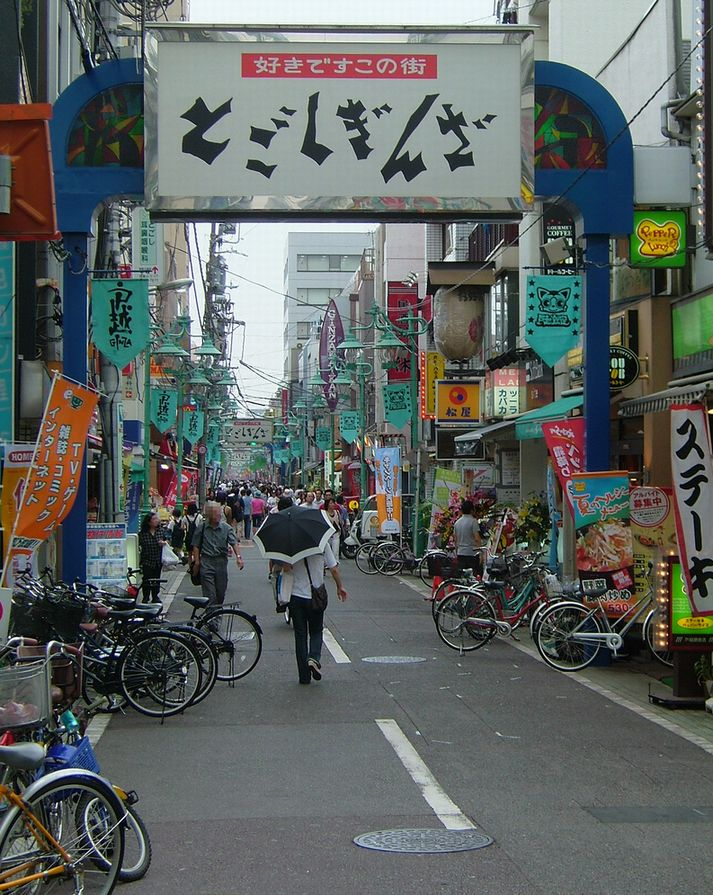
بسیاری از خیابان‌ها در توکیو مشترک هستند، البته نه در نتیجه یک سیاست آشکار.

شهرها و شهرهای متعددی در سراسر جهان طرح‌هایی را با عناصری بر اساس اصول فضای مشترک اجرا کرده‌اند.

### استرالیا
بندیگو، ویکتوریا، برنامه‌هایی (از اکتبر ۲۰۰۷) برای پیاده‌سازی فضای مشترک در مرکز شهر خود را اجرا کرد.

### اتریش
در اکتبر ۲۰۱۱، گراتس یک منطقه فضایی مشترک را در اطراف یک تقاطع پنج نقطه ای به نام «Sonnenfelsplatz» در کنار دانشگاه گراتس با هدف کاهش ازدحام از ۴ خط اتوبوس شهری مجزا و ترافیک خودرو، دوچرخه و عابران پیاده و همچنین کاهش تعداد ساکنین مسکونی انجام داد. این اقدام اولین استفاده از مفهوم فضایی مشترک در اتریش بود.

### دانمارک
Ejby یک پروژه فضایی مشترک در دانمارک را معرفی کرد. این بخشی از پروژه اروپایی Interreg IIIB با استان Fyslän به عنوان شریک اصلی بود. این پروژه توسط برنامه‌ریز شهری مورتن میسن وسترگارد و بیارن وینتربرگ رهبری شد و توسط هانس موندرمن نظارت می‌شد.

### آلمان
بوهمت یک سیستم جاده فضایی مشترک را در سپتامبر ۲۰۰۷ معرفی کرد. یکی از اهداف این پروژه ارتقای ایمنی جاده‌ها در این شهر بود.

## پیوده به بیرون
فضاهای مشترک در وزارت ترابری بریتانیا (به انگلیسی)